# Lijst van Assenaren
Dit is een chronologische lijst van Assenaren. Het gaat om bekende personen die in de Nederlandse plaats Assen (provincie Drenthe) zijn geboren.
- Johannes Alberti (1698-1762), theoloog en filoloog
- Jan Kymmell (1714-1775), landschrijver van Drenthe
- Abraham Rudolph Kymmell (1719-1747), schulte
- Warner Hendrik Erkenswijk (1741-1820), politicus en jurist
- Jan Haak Oosting (1749-1828), politicus en jurist
- Helperus Ritzema van Lier (1764-1793), theoloog en schrijver
- Catharina Allegonda van Lier (1768-1801), mystiek schrijfster
- Wolter Hendrik Hofstede (1783-1850). Lid van de Tweede Kamer en Raadsheer
- Hendrik Jan Oosting (1787-1879), burgemeester
- Hendrik Vos (1802-1864), jurist en politicus
- Lucas Oldenhuis Gratama (1815-1887), advocaat, rechter, Drents Statenlid en lid van de Tweede Kamer der Staten-Generaal
- Gustaaf Willem van der Feltz (1817-1863), burgemeester
- Jan Albert Willinge Gratama (1819-1886), jurist en uitgever-redacteur
- Bernard Jan Gratama (1822-1886), rechtsgeleerde en hoogleraar
- Johannes Linthorst Homan (1825-1876), burgemeester
- Hendrik van Lier (1828-1904), notaris, lid van de Eerste Kamer
- Joannes Diderik Dibbits (1829-1895), burgemeester
- Hendrik Jan Smidt (1831-1917), liberaal Tweede Kamerlid, Minister van Justitie, staatsraad en Gouverneur van Suriname
- Koenraad Wolter Gratama (1831-1888), scheikundige
- Anthony Ewoud Jan Nijsingh (1831-1921), lid van de Eerste Kamer
- Jan Arent Godert van der Wijck (1837-1903), burgemeester
- Johannes Linthorst Homan (1844-1926), Commissaris van de Koningin
- Rudolph Otto Arend van Holthe tot Echten (1849-1908), jurist
- Harm Smeenge (1852-1935), lid van de Eerste- en Tweede Kamer
- Hendrik Gerard van Holthe tot Echten (1852-1938), burgemeester
- Rudolph Otto van Holthe tot Echten (1854-1940), jurist
- Egbertus Pelinck (1854-1937), politicus en jurist
- Eerke Albert Smidt (1858-1925), lid van de Tweede Kamer
- Clara Bruins (1859-1922), schilderes
- Anthonij Ewoud Jan Bertling (1860-1945), minister
- Anne Willem Kymmell (1861-1927), directeur Nederlandse Postcheque- en Girodienst
- Douwinus Johannes van Houten (1861-1939), industrieel en lid van de Eerste Kamer
- Hendrik Gerard van Holthe tot Echten (1862-1940), lid van de Eerste Kamer
- Gerhardus Berend Broekema (1866-1946), architect en kunstschilder
- Johannes Govert Westra van Holthe (1867-1938), burgemeester
- Hubert van Asch van Wijck (1867-1935), lid van de Tweede Kamer
- Anna de Savornin Lohman (1868-1930), schrijfster en journaliste
- Jan Fabricius (1871-1964), schrijver
- Albertus Constant van der Feltz (1871-1952), burgemeester
- Eelke van Houten (1872-1970], Amsterdams monumentenzorger
- Jan Tijmens Linthorst Homan (1873-1932), Commissaris van de Koningin
- Pieter Boeles (1873-1961), historicus en Fries activist
- Louis Albert Roessingh (1873-1951), kunstschilder en dichter
- Carel van Rappard (1874-1938), diplomaat
- Gesina Bähler-Boerma (1874-1953), politica
- Mozes Meijer Cohen (1877-1943), Tweede Kamerlid
- Rika Hopper (1877-1964), actrice
- Israel Zeehandelaar (1878-1932), zenuwarts en publicist
- Haro van Hemert tot Dingshof (1879-1972), generaal-majoor
- Tettje Clasina Clay-Jolles (1881-1972), natuurkundige
- Willem van der Feltz (1882-1967), Eerste- en Tweede Kamerlid
- Charles Le Roux (1885-1947), antropoloog, museumdirecteur, expeditieleider in Nieuw-Guinea
- Isidoor Henry Joseph Vos (1887-1943), politicus en arts
- Dora Gorter (1888-1945), verzetsstrijdster
- Jan Uri (1888-1979), schilder
- Egbert Smedes (1889-1975), filosoof en publicist
- Jan Donner (1891-1981), jurist en politicus
- Johannes Offerhaus (1892-1966), bestuurder, hoogleraar
- Rudolph Otto van Holthe tot Echten (1892-1971), burgemeester
- Marie Louis van Holthe tot Echten (1896-1970), burgemeester
- Johannes Westra van Holthe (1898-1978), archivaris en publicist
- Albert Jan van Leusen (1899-1972), arts, radiopresentator en schrijver
- Jan Marginus Somer (1899-1979), kolonel en hoofd inlichtingen in Engeland tijdens de Tweede Wereldoorlog
- Hein Kray (1901-1995), schilder en illustrator
- Louis Somer (1901-1966), violist en componist
- Georg Willem Comello (1902-1968), journalist en burgemeester
- Hans Linthorst Homan (1903-1986), burgemeester en Commissaris van de Koningin
- Berend Dijkman (1904-1945), verzetsstrijder
- Henk Lunshof (1904-1978), journalist en auteur
- Anne de Vries (1904-1964), onderwijzer en schrijver
- Harry Linthorst Homan (1905-1989), commissaris van de koningin
- Jan Otter (1906-1989), tekenaar en persfotograaf
- Adriaan de Vooys (1907-1993), sociaal geograaf
- Jan Viëtor (1907-1971), collaborateur
- Geert Timmer (1908-1978), motorcoureur
- Jan Smallenbroek (1909-1974), politicus
- Henk Feldmeijer (1910-1945), SS-leider en oorlogsmisdadiger
- Abraham Levi (1910-1944), verzetsstrijder
- Nico Viëtor (1911-1945), verzetsstrijder
- Jacob Staal (1913-1981), militair
- Lammert Buning (1914-1979), historicus
- Trijntje Kunnen (1914-1995), verzetsstrijdster
- Luppo Jan de Vries (1919-1945), verzetsstrijder
- Ina Boekbinder (1915-1987), verzetsstrijdster
- Anne Marten Smallenbroek (1919-1945), verzetsstrijder
- Albert ten Oever (1920-2001), burgemeester
- Wim Franken (1922-2012), componist
- Harry Meek (1922-2012), beeldend kunstenaar
- Miep Diekmann (1925-2017), schrijfster van kinderboeken
- Albert Smallenbroek (1926-2016), burgemeester
- Truus Postma (1927-2014), huisarts en pro-euthanasieactiviste
- Meindert Wijnholt (1929-2019), jurist
- Luuk Bartelds (1932-2016), politicus
- Sjoerd Rodermond (1935-1986), journalist
- Jan Steen (1938-2016), beeldhouwer
- Eppie Wietzes (1938-2020), Formule 1-coureur
- Kea Homan (1939-2024), schilderes en graficus
- Harry Muskee (1941-2011), zanger van de band Cuby and the Blizzards
- Dick Rienstra (1941-2021), zanger en acteur
- Henk Göbel (1941-2010), beeldhouwer
- Marieke Sanders-ten Holte (1941), lid Europees parlement
- Bert Dorenbos (1942), omroepdirecteur, activist
- Johan Bontekoe (1943-2006), zwemmer
- Klaas Hendriks (1943-2005), schaatser
- Henk Hilbrandie (1944-2024), toetsenist, muziekleraar
- Ellen van Hoogdalem-Arkema (1944-2020), burgemeester
- Klenie Bimolt (1945), zwemster
- Sjouke Tel (1945), atleet
- Dick Beekman (1946), puzzelmaker en auteur van puzzelboeken
- Olga Zuiderhoek (1946), actrice
- Harry Dassen (1947), korfballer en korfbalcoach
- Roel Bekker (1947), topambtenaar en hoogleraar
- Hans Kinds (1947-2021), gitarist
- Robert Willem Imker (Tokkel) (1948-2001), straatmuzikant
- Klaas Koops (1949), kunstschilder en dichter
- Wim Luijendijk (1950), burgemeester
- Rudolf Bekink (1950), diplomaat
- Jan Mennega (1952), voetballer, sportjournalist
- Wia van Dijk (1954), beeldhouwer
- Willem Schuth (1954), politicus
- Egbert Streuer (1954), zijspancoureur
- Peter van Dijk (1955), politicus
- Erwin Java (1956), gitarist en muziekdocent
- Tom de Ket (1958), theatermaker, cabaretier
- Hans Spaan (1958), motorcoureur
- Bernard Schnieders (1958-2005), motorsporter
- Eric van der Wal (1960), kunstenaar
- John-Paul Langbroek (1961), Australisch politicus
- Vince de Lange (1965), atletiekcoach
- Frans de Kat (1965), voetballer en coach
- Tieme Woldman (1965), schrijver
- Martin Hendriks (1966), veldrijder
- Arjan Jagt (1966-2024), wielrenner
- Harry Sinkgraven (1966), voetballer
- Marcel Oosterveer (1966), politicus
- Henk Otten (1967), politicus
- Klaas Tigelaar (1967), politicus
- Herma Meijer (1969), schaatster
- Arnold Bos (1969), voetballer
- Jaap Kuin (1969), burgemeester
- Fred Schonewille (1969), lid van de Tweede Kamer
- Janka Stoker (1970), econoom
- Juul Kraijer (1970), beeldend kunstenaar
- Natascha Stenvert (1971), tekenaar en illustrator
- Ron Linker (1971), journalist
- Peter Hoekstra (1973), voetballer
- Bas Roorda (1973), keeper
- Tjitse Hofman (1974), dichter
- Ismaël Lotz (1975-2022), filmmaker
- Arjen Bultsma (1976), priester
- Pascal Zegwaard (1977), korfballer en korfbalcoach
- Timothy Beck (1977), atleet en bobsleeër
- Anniek Pheifer (1977), actrice
- Nelleke Vedelaar (1977), politica
- MC Da Syndrome (1979), muzikant
- Tom Kreling (1980), onderzoeksjournalist
- Guus de Vries (1982), voetballer
- Sergio van Dijk (1982), voetballer
- Olfert Molenhuis (1983), atleet
- Merijn Scholten (1983), cabaretier
- Bennie Streuer (1984), zijspancoureur
- Danny van Dijk (1984), voetballer
- Marc de Maar (1984), wielrenner en mountainbiker
- Marleen Ekelmans (1985), schrijfster en musicaldocent
- Inge Dekker (1985), zwemster
- Boy Westerhof (1985), tennisser
- Marije Joling (1987), langebaanschaatster
- Marlous Oosting (1988), zangeres
- Linda de Vries (1988), schaatster
- Laura Dijkema (1990), volleyballster
- Pepijn van der Vinne (1990), schaatser
- Carmen Manduapessy (1991), voetbalster
- Zora Cock (1991), zangeres
- Brian Kamstra (1993), wielrenner
- Thom Bonder (1994-2025), mountainbiker
- Daley Sinkgraven (1995), voetballer
- Jante Wortel (1996), schrijfster
- Marijke Ketel (1996), presentatrice
- Richairo Živković (1996), voetballer
- Nick Smidt (1997), atleet
- Tom Hendrikse (1998), atleet
- Walid Kahn (1999), motorcoureur
- Danny van der Tuuk (1999), wielrenner
- Jorinde van Klinken (2000), atlete
- Mazey Haze (2000), zangeres
- Marloes Hoitzing (2001), handbalster
- Anna Ruiter (2001), voetbalster
- Lisanne Dik (2001), voetbalster
- Nova Marring (2001), volleybalster
- Maike van der Duin (2001), wielrenster
- Britt Weerman (2003), hoogspringster